# Bothitrema bothi
Bothitrema bothi är en plattmaskart. Bothitrema bothi ingår i släktet Bothitrema och familjen Bothitrematidae. Inga underarter finns listade i Catalogue of Life.